# I Let a Song Go Out of My Heart
I Let a Song Go Out of My Heart is een compositie uit 1938 van de Amerikaanse bigbandleider Duke Ellington, met tekst van Henry Nemo en John Redmond. Ook Irving Mills wordt als tekstschrijver genoemd, waarschijnlijk om financiële redenen. Ellington' eerste uitvoering was instrumentaal en werd opgenomen op 3 maart 1938. Het was Ellington's derde en laatste nummer één hit in Amerika. Ook Benny Goodman kwam ermee op de eerste plaats, met een door Martha Tilton gezongen versie. In de loop van de jaren is het een jazzstandard geworden, door talloze vocalisten en musici opgenomen.
Ellington componeerde het nummer tijdens een tournee, in een hotel in Memphis. In New York liet hij Nemo er een tekst bij schrijven. Het nummer was bedoeld voor de Cotton Club Parade of 1938, maar werd hiervoor uiteindelijk geschrapt. Na de opname van de instrumentale versie (voor Brunswick) volgde dezelfde maand een opname van de vokale versie, gezongen door Mary McHugh. Het lied, waarin de ik-figuur treurt over het einde van een relatie, werd al snel door anderen opgenomen. Ook Benny Goodman, Connee Boswell, Mildred Bailey en zelf Hot Lips Page haalden er in 1938 de Amerikaanse top 10 mee.
Nadien is het nummer talloze malen gespeeld, gezongen en opgenomen. Een kleine greep van de artiesten die het op de plaat zetten: Tommy Dorsey, Count Basie, Dinah Washington, Ella Fitzgerald, Earl Hines, Dizzy Gillespie, Thelonious Monk, Miles Davis, Johnny Hartman, Sarah Vaughan, Peggy Lee, Kenny Burrell, Barney Kessel, Bud Freeman, Oscar Peterson, Les Brown, Tony Bennett, Toots Thielemans en het World Saxophone Quartet.